# اسپرینگ گاردنز، تگزاس
اسپرینگ گاردنز (به انگلیسی: Spring Gardens) یک منطقهٔ مسکونی در ایالات متحده آمریکا است که در تگزاس واقع شده‌است. اسپرینگ گاردنز ۲٫۶ کیلومتر مربع مساحت و ۵۶۳ نفر جمعیت دارد.